# Тероризм в Узбекистані
До вторгнення в Афганістан у 2001 році Ісламський рух Узбекистану (ІРУ) становив найбільшу загрозу для адміністрації Карімова. У 2002 році Сполучені Штати перекласифікували ІРУ як терористичну організацію. Після вторгнення ІРУ був значно ослаблений військовими діями США, які перекрили йому доступ до ресурсів і вбили його лідера Джуму Намангані.
Найбільшими терористичними атаками були вибухи в Ташкенті в 1999 році, напади ІРУ в 2000-2001 роках, а також теракти в Ташкенті в березні і липні 2004 року.

## Державний тероризм
Після візиту до Узбекистану в 2002 році Спеціальний доповідач ООН з питань катувань виявив, що катування і жорстоке поводження з ув'язненими мають систематичний характер. За оцінками Human Rights Watch, у 2004 році понад 6 000 узбеків перебували у в'язниці за сповідування ісламу поза межами державної релігійної установи.
За даними HRW, «на додаток до сотень повідомлень про побиття і численних свідчень про застосування електричного струму, тимчасового удушення, підвішування за щиколотки або зап'ястя, видалення нігтів і проколів гострими предметами, у 2000 році Human Rights Watch отримала достовірні повідомлення про те, що міліція содомізувала затриманих чоловіків пляшками, ґвалтувала їх, а також била і припікала в паховій області. Затриманим чоловікам і жінкам регулярно погрожували зґвалтуванням. Міліція погрожувала, зокрема, затриманим жінкам у присутності родичів чоловіків, щоб змусити їх підписати свідчення проти себе. Міліція також регулярно погрожувала вбити затриманих або членів їхніх родин, а неповнолітніх дітей віддати до дитячих будинків. Свідчення проти себе, отримані під тортурами, регулярно приймалися суддями, які посилалися на них як на доказ, часто єдиний, для винесення обвинувального вироку. Суди не ініціювали розслідування заяв про жорстоке поводження з боку міліції.»
Правозахисні організації детально описують неправомірне «застосування смертної кари» з моменту здобуття Узбекистаном незалежності.

## 1999
16 лютого 1999 року в Ташкенті вибухнули шість замінованих автомобілів, в результаті чого загинуло 16 і було поранено понад 100 осіб, що могло бути спробою вбивства президента Іслама Карімова. Звинувачення було покладено на ІРУ.

## 2001
Уряд Узбекистану погодився 7 жовтня 2001 року дозволити американським військам і літакам використовувати повітряний простір Узбекистану і перебувати на авіабазі Карші-Ханабад, а також скликати «термінові» двосторонні переговори з питань безпеки зі Сполученими Штатами, якщо бойовики Талібану поширять бойові дії на північ Узбекистану. У спільній заяві вони погодилися прагнути «ліквідувати міжнародний тероризм і його інфраструктуру. Для цих цілей Республіка Узбекистан погодилася надати використання свого повітряного простору і необхідної військової і цивільної інфраструктури одного зі своїх аеропортів, який буде використовуватися в першу чергу в гуманітарних цілях». Тижнем раніше міністр оборони США Дональд Рамсфельд відвідав Узбекистан і зустрівся з президентом Ісламом Карімовим. Карімов погодився допомогти США у війні з тероризмом, надавши Карші-Ханабад для «гуманітарних» пошуково-рятувальних місій. Представники Талібану попередили узбецький уряд, що на них буде здійснено напад, якщо вони допоможуть вторгненню США. У період між візитом Рамсфельда і другою угодою від 7 жовтня до Карші-Ханабаду було направлено 1000 американських військових. У той же час Талібан відправив 10 000 солдатів до афгано-узбецького кордону. Представник Міністерства закордонних справ Узбекистану заявив: «Зосередження 10 000 військовослужбовців на кордоні було б небезпечною тактикою для талібів, оскільки вони стали б мішенню для американських бомбардувань». Речник Державного департаменту США Річард Баучер сказав, що Узбекистан — «країна, з якою ми працювали протягом багатьох років у минулому, щоб допомогти їм у забезпеченні безпеки кордонів, щоб допомогти їм у боротьбі з тероризмом і загрозами, що надходять до них з Афганістану».

## 2004

### Березньо-квітневе насильство
У березні та квітні 2004 року ІРУ здійснило серію нападів у Ташкенті та Бухарі. У нападах брали участь озброєні бойовики і жінки-смертниці, головною мішенню яких була міліція. Внаслідок нападів загинули 33 бойовики, 10 міліціонерів і четверо цивільних осіб. Уряд звинуватив Хізб ут-Тахрір, хоча Союз ісламського джихаду (СІД) взяв на себе відповідальність.
Фуркат Касимович Юсупов був заарештований у першій половині 2004 року і звинувачений як лідер групи, що здійснила вибух 28 березня від імені Хізб ут-Тахрір.

### Вибухи в посольствах
30 липня 2004 року терористи-смертники атакували входи до посольств США та Ізраїлю в Ташкенті. Під час обох вибухів загинуло двоє узбецьких охоронців. СІД знову взяв на себе відповідальність.
Іноземні коментатори узбецьких подій припускали, що насильство 2004 року могло бути справою рук ІРУ, Аль-Каїди, Хізб ут-Тахрір або іншої радикальної ісламської організації.

## Співпраця з іншими державами регіону

### Наслідки різанини в Андижані
Загибель багатьох людей під час заворушень в узбецькому місті Андижан 12 і 13 травня 2005 року була широко охарактеризована як масове вбивство, скоєне державними силами. Президент Казахстану Нурсултан Назарбаєв, перебуваючи з державним візитом в Узбекистані після цієї події, заявив президенту Узбекистану Ісламу Карімову, що дії узбецького уряду з придушення заворушень допомогли «захистити мир 26 мільйонів узбеків. Інший результат дестабілізував би сьогоднішній регіон». Він сказав, що оскільки терористи захопили урядові будівлі і в'язниці, Карімов не міг інакше відреагувати на заворушення, і інші уряди вживали подібних заходів у минулому. Уряд Узбекистану поклав відповідальність за заворушення на ісламські екстремістські угруповання, які в Узбекистані вважаються терористичними організаціями. За оцінками узбецького уряду, загинуло 187 осіб (94 терористи, 60 цивільних, 31 міліціонер і двоє інших), а 76 терористів були поранені. Правозахисні групи заперечують урядову оцінку, звинувачуючи узбецькі сили безпеки у вбивстві близько 700 цивільних осіб. Ікром Якубов, колишній майор узбецької таємної поліції, який перейшов на бік терористів, стверджує, що сам президент Карімов наказав військам стріляти по протестувальниках, і що було вбито 1 500 осіб. Він також стверджував, що підбурювання було операцією під фальшивим прапором, і що узбецький уряд сам «підтримав» ісламську групу «Акрамія», яку узбецька влада звинуватила в ініціюванні інциденту.

### Екстрадиція підозрюваних у тероризмі
5 липня 2005 року Human Rights Watch закликала уряд Казахстану утриматися від передачі узбецькому уряду Лутфулло Шамсудінова, представника Товариства прав людини Узбекистану в Андижані, який на той час перебував під вартою в Алмати. Управління Верховного комісара ООН у справах біженців надало Шамсудінову статус біженця і планувало переселити його, коли казахстанська влада затримала його 4 липня. Раніше того ж дня президент Карімов відвідав Казахстан разом з представниками інших країн регіону в рамках зустрічі Шанхайської організації співробітництва. Уряд Узбекистану вимагав екстрадиції Шамсудінова, звинувативши його в п'яти кримінальних злочинах, включаючи навмисне вбивство. Холлі Картнер з Human Rights Watch заявила: «Казахстан повинен зробити крок вперед і захистити цю хоробру людину. Замість цього влада, схоже, готова віддати біженця на тортури, що є кричущим порушенням міжнародного права». У відповідь на заяву представника прокуратури міста Алмати, в якій він назвав Шамсудінова терористом, Картнер сказала: «Звинувачення в тероризмі є збоченням міжнародної стурбованості тероризмом і спробою заблокувати міжнародну підтримку Шамсудінова. Насправді він є людиною, яка невтомно працювала над встановленням верховенства права в Узбекистані».
Росія також депортувала шукача притулку в Узбекистан Рустама Мумінова, а Киргизстан на початку серпня 2006 року депортував до Узбекистану п'ятьох андижанських біженців — Джахонгіра Максудова, Йокуба Тошбоєва, Оділжона Рагімова, Расулжона Пірматова і Файоза Тоджихалілова. Пізніше узбецький суд визнав Мумінова, звинуваченого в участі у заворушеннях в Андижані, винним у членстві в Хізб ут-Тахрір і засудив його 15 березня до п'яти років і шести місяців ув'язнення.

### Екстрадиція Хусейнкана Челіля
Узбецькі урядовці заявили 5 травня 2006 року, що є докази того, що Хусейнкан Челіл, громадянин Канади, і Гулер Ділавер, уйгур, якого розшукують за тероризм у Китаї і Киргизстані, — це одна і та ж особа. Коли узбецька поліція заарештувала його, у нього були документи, що ідентифікували його як Челіла, але Національне центральне бюро Інтерполу в Ташкенті підтримало позицію узбецького уряду. Уряд Киргизстану вимагав екстрадиції Ділавера за його ймовірну причетність до вбивства в березні 2000 року Нігмата Байзакова, голови Уйгурського товариства в Киргизстані, а уряд Китаю розшукував його за напад на делегацію штату Сіньцзян у травні 2000 року. Зрештою Челіл був екстрадований до Китаю, де його судили і засудили до 15 років ув'язнення. Ця справа залишається подразником у відносинах Канади з Китаєм.

### Захисна огорожа
Казахстанські прикордонники почали будувати огорожу довжиною 45 кілометрів (28 миль) на кордоні з Узбекистаном 19 жовтня 2006 року. Газета New York Times повідомила, що огорожа буде заввишки вісім футів з колючим дротом і прожекторами «вздовж густонаселених міст на південному хребті», де діють контрабандисти наркотиків. Цей район є «гарячою точкою в більш широкій регіональній боротьбі проти ісламських бойовиків».
Уряди Казахстану та Узбекистану вперше створили національні прикордонні війська в 1992 році і в січні 1998 року відповідно, набагато раніше, ніж інші країни колишнього Радянського Союзу. Уряд Казахстану підвищив статус цих сил, поклавши край контролю з боку Комітету державної безпеки, аж поки Комітет не відновив свій контроль у 1998 році.
Інші країни Центральної Азії мали прикордонні суперечки в минулому. Туркменістан і Узбекистан мали серйозні «проблеми» щодо спільного кордону до травня 2004 року. Міністерство закордонних справ Туркменістану опублікувало заяву 31 травня 2004 року, в якій говорилося, що суперечки були вирішені.
Ерік Росляков, другий заступник командувача південним кордоном Казахстану, сказав, що огорожа покриє Сариагаський і Мактааральський райони. Речниця прикордонної адміністрації Казахстану заявила, що «завдання прикордонного патруля тепер буде простішим. Ми зможемо використовувати нашу зброю, як це передбачено правилами, коли ми хочемо зловити [порушників]».

### Пакистан
Сенатор Мушахід Хусейн Саїд, голова Комітету з міжнародних відносин Сенату Пакистану, виступив 13 січня 2007 року в Інституті стратегічних і регіональних досліджень, аналітичному центрі при уряді Узбекистану. Він обговорив пакистано-узбецькі відносини і антитерористичну співпрацю між обома країнами, зокрема, як обидві країни, як сусіди Афганістану, можуть працювати разом, щоб запобігти перетворенню Афганістану на центр тероризму і наркоторгівлі. Саїд запропонував щорічний діалог між державними аналітичними центрами для обговорення питань боротьби з тероризмом.

## Наркоторгівля
Торгівля наркотиками в Центральній Азії є основним джерелом фінансування терористичних організацій, поступаючись лише прямим пожертвам військової техніки та фінансуванню з боку державних спонсорів тероризму. Уряд Таджикистану звернувся до Росії 15 травня 2004 року з проханням розпочати відведення частини 20-тисячного війська від кордону Таджикистану з Афганістаном. Виведення військ викликало занепокоєння уряду США, оскільки присутність військ допомагала запобігти транскордонній торгівлі наркотиками. 28 травня 2004 року президент Карімов і президент Таджикистану Емомалі Рахмон заявили, що наркоторгівля в Афганістані має бути вирішена силами всередині країни; за оцінками, наркоторговці заробляють 3,5 мільярда доларів щорічно.